# Is-Simar (limiti ta´ San Pawl il-Baħar)
Is-Simar (limiti ta´ San Pawl il-Baħar) este o arie protejată (arie specială de conservare — SAC, sit de importanță comunitară — SCI, arie de protecție specială avifaunistică — SPA) din Malta întinsă pe o suprafață de 58,38 ha, integral pe uscat.

## Localizare
Centrul sitului Is-Simar (limiti ta´ San Pawl il-Baħar) este situat la coordonatele 35°56′46″N 14°22′46″E / 35.946°N 14.3795°E.

## Înființare
Situl Is-Simar (limiti ta´ San Pawl il-Baħar) a fost declarat sit de importanță comunitară în aprilie 2004 pentru a proteja 1 specie de plante și 115 specii de animale. Alte tipuri de protecție:
- arie de protecție specială avifaunistică (în aprilie 2004)
- arie specială de conservare (în decembrie 2016)[1][2]

## Biodiversitate
Situată în ecoregiunea mediteraneană, aria protejată conține 3 habitate naturale: Lagune de coastă, Iazuri temporare mediteraneene, Phrygana din Mediterana de Vest de pe vârfurile falezelor (Astragalo-Plantaginetum subulatae).
La baza desemnării sitului se află mai multe specii protejate:
- plante (1): Elatine gussonei
- păsări (112): lăcar mare (Acrocephalus arundinaceus), privighetoare-de-baltă (Acrocephalus melanopogon), lăcar-de-rogoz (Acrocephalus schoenobaenus), lăcar-de-lac (Acrocephalus scirpaceus), fluierar de munte (Actitis hypoleucos), ciocârlie-de-câmp (Alauda arvensis), pescăruș albastru (Alcedo atthis), rață sulițar (Anas acuta), rață lingurar (Anas clypeata), rață pitică (Anas crecca), rață mare (Anas platyrhynchos), rață cârâitoare (Anas querquedula), fâsă-de-câmp (Anthus campestris), fâsă roșiatică (Anthus cervinus), fâsă de luncă (Anthus pratensis), fâsă de pădure (Anthus trivialis), lăstunul mare (Apus apus), Apus pallidus, stârc cenușiu (Ardea cinerea), stârc roșu (Ardea purpurea), stârc galben (Ardeola ralloides), ciuf de câmp (Asio flammeus), rață-cu-cap-castaniu (Aythya ferina), rață roșie (Aythya nyroca), buhai de baltă (Botaurus stellaris), ciocârlie-cu-degete-scurte (Calandrella brachydactyla), fugaci de țărm (Calidris alpina), fugaci mic (Calidris minuta), fugaci pitic (Calidris temminckii), cânepar (Carduelis cannabina), sticlete (Carduelis carduelis), scatiu (Carduelis spinus), mugurar roșu (Carpodacus erythrinus), Cettia cetti,  prundaș gulerat mic (Charadrius dubius), florinte (Chloris chloris), erete de stuf (Circus aeruginosus), Cisticola juncidis, prepeliță (Coturnix coturnix), lăstun de casă (Delichon urbica), egretă albă (Egretta alba), egretă mică (Egretta garzetta), presură de stuf (Emberiza schoeniclus), măcăleandru (Erithacus rubecula), șoimul rândunelelor (Falco subbuteo), vânturel roșu (Falco tinnunculus), vânturel de seară (Falco vespertinus), muscar-gulerat (Ficedula albicollis), muscar negru (Ficedula hypoleuca), muscar (Ficedula parva), cinteză (Fringilla coelebs), lișiță (Fulica atra), becațină comună (Gallinago gallinago), Gallinago media, găinușă de baltă (Gallinula chloropus), piciorong (Himantopus himantopus), frunzăriță galbenă (Hippolais icterina), rândunică roșcată (Hirundo daurica), rândunică (Hirundo rustica), stârc pitic (Ixobrychus minutus), capîntortură (Jynx torquilla), sfrâncioc cu cap roșu (Lanius senator), pescăruș râzător (Larus ridibundus), grelușel-de-zăvoi (Locustella luscinioides), privighetoare (Luscinia megarhynchos), gușă albastră (Luscinia svecica), becațină mică (Lymnocryptes minimus), prigoare (Merops apiaster), mierlă albastră (Monticola solitarius), codobatură galbenă (Motacilla alba), codobatură de munte (Motacilla cinerea), codobatura galbenă (Motacilla flava), muscar sur (Muscicapa striata), stârc de noapte (Nycticorax nycticorax), pietrar sur (Oenanthe oenanthe), grangur (Oriolus oriolus), cormoran mare (Phalacrocorax carbo), bătăuș (Philomachus pugnax), codroș de munte (Phoenicurus ochruros), codroșul de pădure (Phoenicurus phoenicurus), pitulice de munte (Phylloscopus collybita), pitulice sfârâitoare (Phylloscopus sibilatrix), pitulice-fluierătoare (Phylloscopus trochilus), ploier auriu (Pluvialis apricaria), corcodel-cu-gât-negru (Podiceps nigricollis), cresteț cenușiu (Porzana parva), cresteț pestriț (Porzana porzana), brumăriță de pădure (Prunella modularis), cristei de baltă (Rallus aquaticus), aușel sprâncenat (Regulus ignicapilla), aușel cu cap galben (Regulus regulus), lăstun de mal (Riparia riparia), mărăcinar (Saxicola rubetra), mărăcinar negru (Saxicola torquatus), sitar de pădure (Scolopax rusticola), cănăraș (Serinus serinus), guguștiuc (Streptopelia decaocto), turturică (Streptopelia turtur), graur (Sturnus vulgaris), silvie cu cap negru (Sylvia atricapilla), silvie de zăvoi (Sylvia borin), silvie roșcată (Sylvia cantillans), silvie de câmp (Sylvia communis), silvie mediteraneană (Sylvia melanocephala), Tachymarptis melba, fluierar de mlaștină (Tringa glareola), fluierar cu picioare verzi (Tringa nebularia), fluierarul de zăvoi (Tringa ochropus), fluierarul cu picioare roșii (Tringa totanus), sturz-cântător (Turdus philomelos), sturz (Turdus pilaris), pupăză (Upupa epops)
- mamifere (1): liliacul mic cu potcoavă (Rhinolophus hipposideros)
- pești (1): Aphanius fasciatus
- reptile (1): Elaphe situla